# 花山信勝
花山 信勝（はなやま しんしょう、1898年（明治31年）12月3日 - 1995年（平成7年）3月20日）は、日本の仏教学者、浄土真宗本願寺派の僧侶。東京大学名誉教授。

## 経歴
出生から修学期
1898年、石川県金沢市で生まれた。第四高等学校を卒業し、東京帝国大学印度哲学科に進学。卒業後に同大学大学院に進んで日本仏教史を専攻した。
仏教学者として
修了後は東洋大学教授に就いた。後に東京大学文学部教授、國學院大學教授を務めた。1935年、『聖徳太子御製法華経義疏の研究』で学士院恩賜賞を受賞。1942年、学位論文『勝鬘経義疏の上宮王撰に関する研究』を提出して文学博士号を取得。
太平洋戦争後、巣鴨拘置所教誨師として
1946年2月より、東大教授を務める一方で巣鴨拘置所の教誨師となり、東條英機ら7人のA級戦犯の処刑に立ち会った。その時の模様を『平和の発見：巣鴨の生と死の記録』に記した。東條は「米国憲兵と一緒に合掌するのも仏縁だね」と笑っていた、と書き残している。なお被告の重光葵の手記『巣鴨日記』には、長期間の収監で精神的に消耗していた被告たちにとって、花山との接触はひとつの救いでもあった、という旨の記述がある。
宗門においては、金沢市の浄土真宗本願寺派・宗林寺住職を務めた。1995年に死去。

## 受賞・栄典
- 1935年：学士院恩賜賞を受賞。

## 家族・親族
- 長男：花山勝道は金沢市の浄土真宗本願寺派宗林寺・住職。
- 次男：花山勝友も仏教学者。武蔵野女子大学副学長などを務めたが、父の後を追う形で同じ1995年6月に病没した。なお、次男勝友や門下生達との座談会での回想が「花山信勝博士を囲んで」『東方学回想Ⅵ　学問の思い出 2』にある。

## 著作
著書
- 『聖徳太子御製 法華義疏の研究』東洋文庫 1933
- 『聖徳太子の仏教』仏教年鑑社 1936
- 『聖徳太子と日本文化』日本文化協会(日本精神叢書) 1937
- 『日本の仏教』内閣印刷局(国体の本義解説叢書) 1942
- 『憲法十七条の精神』厚徳書院 1943
- 『日本仏教』三省堂 1944
- 『勝鬘経義疏の上宮王撰に関する研究』岩波書店 1944
- 『白道に生きて』(顕真叢書 1) 北方出版社 1948

- 『平和の発見 巣鴨の生と死の記録』朝日新聞社 1949
  - 改訂『平和の発見』百華苑 1970、再版1985、1993
    - 新装復刻 方丈堂出版 2008、普及版 2017

  - 改題『巣鴨の生と死：ある教誨師の記録』中公文庫 1995
  - La via della pace - Tre anni nelle prigioni di Sugamo con i criminali di guerra giapponesi (Biblioteca mondiale Bocca, Scrittori Giapponesi 1); Milano, Fratelli Bocca Editori,1954; Traduzione di Giuseppe Morichini ジュセッペ・モリキーニ.
  - La Voie de l'éternité: Comment surent mourir les criminels de guerre japonais; Paris, Guy Le Prat, éditeur, 1973; traduction de Pierre Pascal ピエール・パスカル .
- 『万世を照らすもの：仏教学徒の記録』酣燈社 1949
- 『永遠への道：わが八十年の生涯』日本工業新聞社 1982
- 『聖徳太子と憲法十七条』大蔵出版 1982
- 『太平洋戦争とお念仏』永田文昌堂(国際真宗学会・ブックレット) 1986

訳註・校訂
- 『法華義疏』上下、岩波文庫 1931-1933、改版 1975
- 源信『往生要集』[5] 小山書店 1937
  - 文庫化 岩波文庫 1942、復刊 1988
  - 復刻版 一穂社 2004
- 『勝鬘経義疏 聖徳太子御製』岩波文庫 1948、復刊 1988
  - 改訂版 吉川弘文館 1977
- 『維摩経義疏』百華苑 1971、改訂版 1980
- 『上宮聖徳法王帝説』狩谷棭斎證、共註、岩波文庫 1941、復刊 1988

## 花山信勝に関する資料
評伝
- 小林弘忠『巣鴨プリズン：教誨師花山信勝と死刑戦犯の記録』中公新書 1999、改訂版 中公文庫 2007
- 『A級戦犯者の遺言：教誨師・花山信勝が聞いたお念仏』青木馨編、法藏館 2019

回想
- 「花山信勝博士を囲んで」『東方学回想 Ⅵ　学問の思い出〈2〉』刀水書房 2000